# 27095 Джирардіванда
27095 Джирардіванда (27095 Girardiwanda) — астероїд головного поясу, відкритий 25 жовтня 1998 року.
Тіссеранів параметр щодо Юпітера — 3,665.